# Kunglig stab

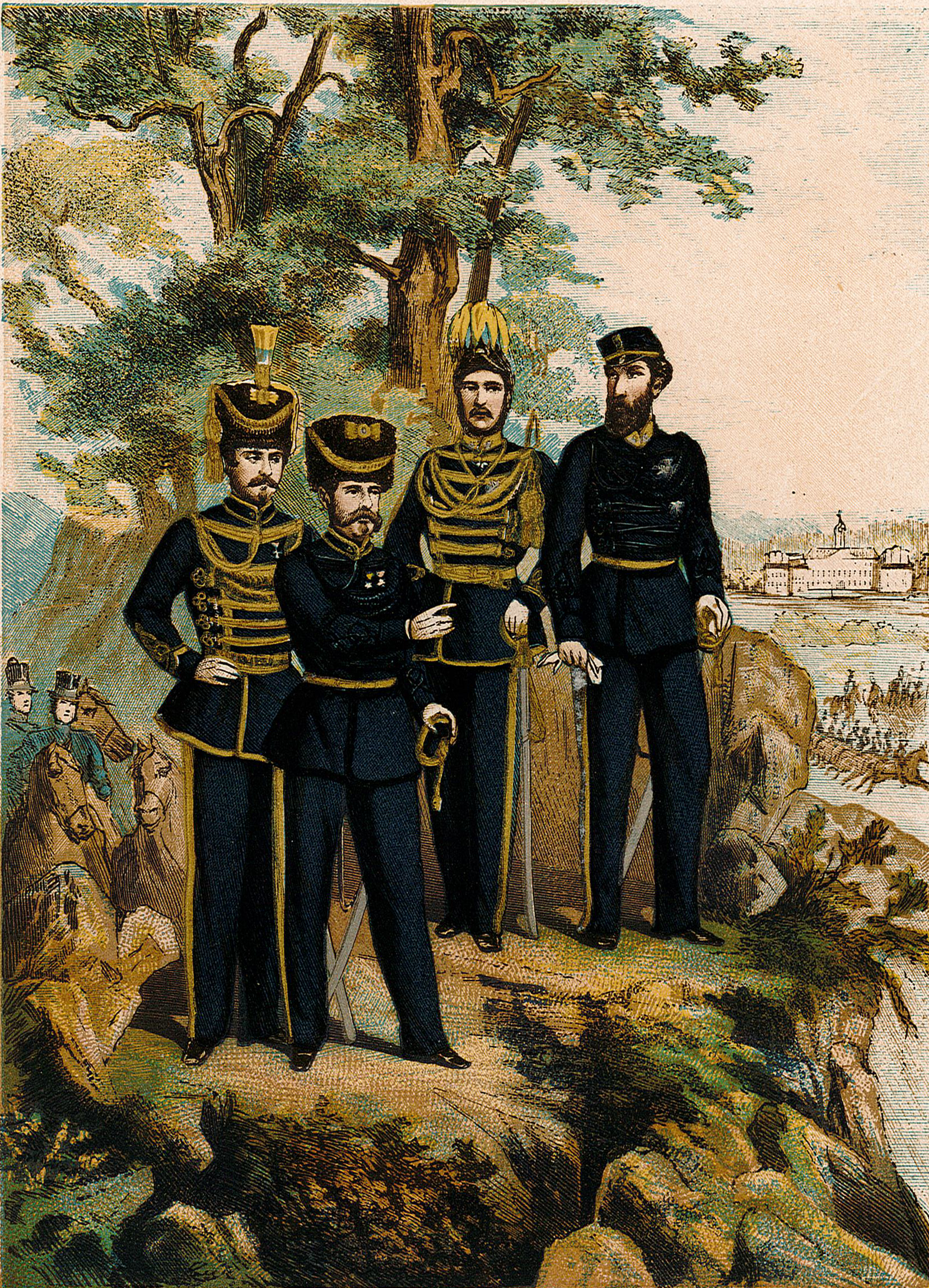
Uniformer för Karl XV:s stab vid mitten av 1860-talet.

En kunglig stab är en militär stab som tjänstgör hos en monark, i dennes egenskap av statschef eller överbefälhavare, eller hos en annan kunglig person. 

## Danmark
Hans Majestæt Kongens Adjudantsstav, med säte på Christiansborgs slott, är den formella länken mellan det danska kungahuset och Försvarsministeriet. Adjutantstabschefen, som är överste, är kung Frederiks X:s rådgivare inom försvarsfrågor och ansvarar för militär flygtransport och vakttjänsten vid de kungliga slotten.
Sex adjutanter med graderna major eller örlogskapten turas om att vara jourhavande adjutant vid drottningens sida. Ibland ställs adjutanter till förfogande åt andra delar av kungahuset.

## Sverige

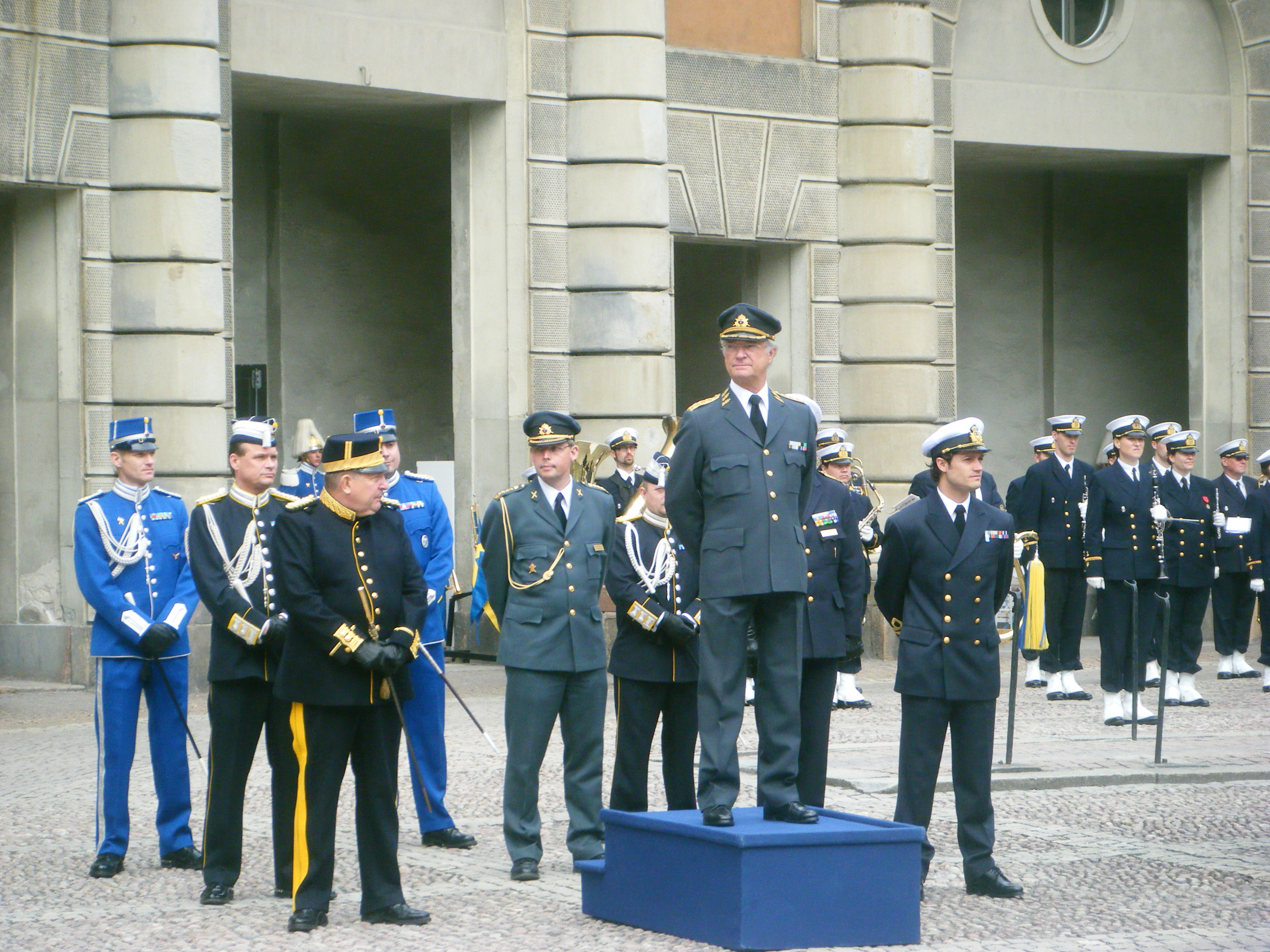
Kung Carl XVI Gustaf med sin adjutant bakom sig.

I Sverige skapades under 1800-talet Konungens adjutant- och ordonnansofficerskår där de adjutanter och ordonnanser ingick som stödde Konungen i dennes roll som högste befälhavare över Krigsmakten. Dess chef hade titeln Förste adjutant.
Idag i Sverige har H.M. Konungens stab, som är en efterföljare till adjutant- och ordonnansofficerskåren, till uppgift att stödja kung Carl XVI Gustaf och hovstaterna i försvarsanknuten verksamhet. Stabens chef har fortsatt titeln förste adjutant, har bland annat till uppgift att bistå kungen, kronprinsessan Victoria och prins Carl Philip med vakthavande adjutanter som tjänstgör dygnet runt och hjälper till i såväl privata som officiella sammanhang.